# تروی (تنسی)
تروی (به انگلیسی: Troy) شهری در ایالت کشور ایالات متحده آمریکا است که جمعیت آن در سرشماری سال ۲۰۱۰ میلادی، ۱٬۳۷۱ نفر بوده‌است.